# August Boman

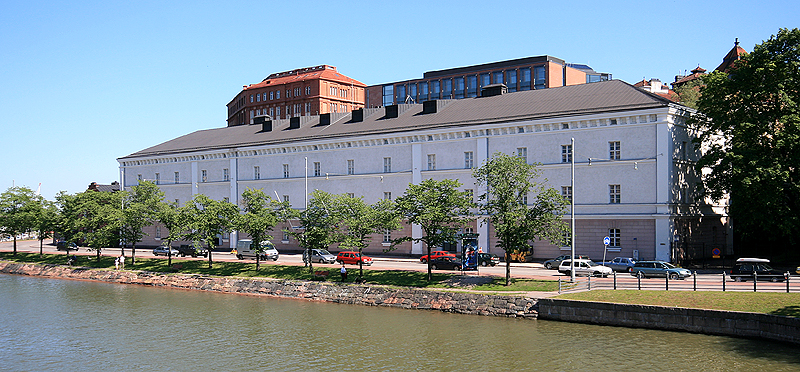
Proviantmagasinet vid Brobergskajen i Helsingfors, planerat av Boman

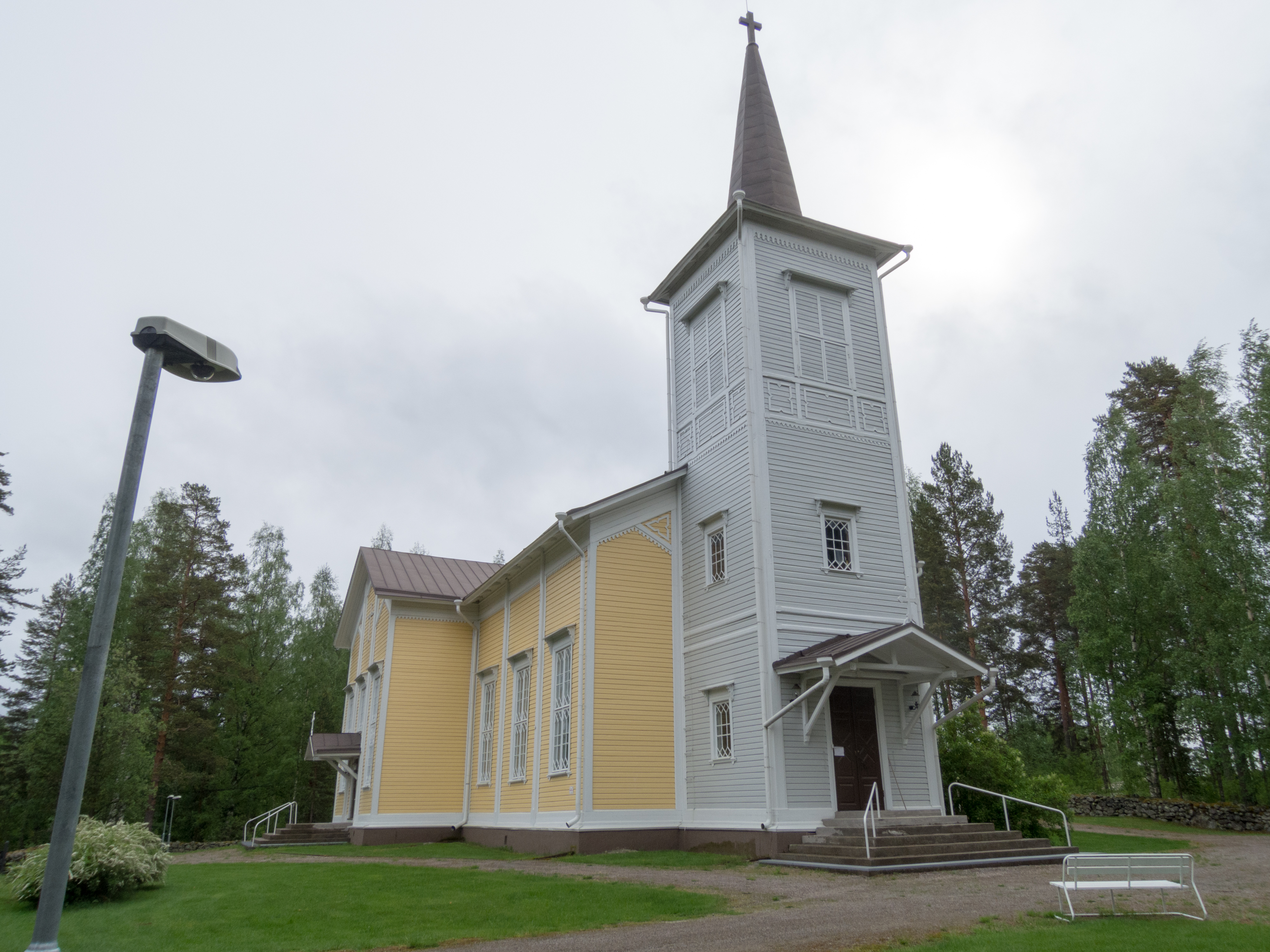
Kyrkan i Savonranta

August Boman, född 18 juni 1826 i Borgå, död 17 juni 1883 i Helsingfors, var en finländsk arkitekt. Boman skaffade sig behörighet som arkitekt genom studier vid Intendentskontoret, där han började år 1845. Senare, mellan åren 1857 och 1858, gjorde Boman studieresor till Tyskland och England. Känd är Boman för sina kasernbyggnader.

## Verk
- Savonranta kyrka, Savonranta (1863)
- Hamngatan 9, Helsingfors (1869)
- Petäjävesi nya kyrka, Petäjävesi (1879)
- Uleåborgs kasern, Uleåborg (1881)